# Martin Ødegaard
Martin Ødegaard född 17 december 1998 i Drammen, Norge, är en norsk fotbollsspelare som spelar för Arsenal.

## Klubbkarriär

### Strømsgodset
Ødegaard var med sina 15 år den yngste spelaren i Tippeligaen någonsin då han debuterade i en match mot Aalesunds FK på Marienlyst Stadion den 13 april 2014. Den 16 maj 2014 blev han också tidernas yngste målgörare i Tippeligaen, vid en ålder av 15 år och 150 dagar, då han gjorde det sista målet i Strømsgodsets 4–1-seger över Sarpsborg 08.

### Real Madrid
Den 21 januari 2015 skrev Martin Ødegaard på ett treårigt kontrakt med Real Madrid. Han ska till en början träna med Real Madrids A-lag, men spela sina matcher med Real Madrids B-lag Real Madrid Castilla, under Zinedine Zidanes ledning. Han a-lagsdebuterade i matchen mellan Real Madrid och Getafe 23 maj 2015. I den 58:e minuten ersatte han Cristiano Ronaldo. Med 16 år och 157 dagar gammal blev han därmed den yngsta spelaren som spelat för Real Madrid i La Liga. 
I Real Madrid fick han nummer 41. Men enligt Real Madrids dåvarande tränare Carlo Ancelotti, så var affären endast ett PR-trick från klubbpresidenten och tränaren Carlo Ancelotti hade aldrig för avsikt att låta honom spela i A-laget.

### Heerenveen
Efter två år i Real Madrid och bara en match för A-laget, blev Ødegaard utlånad till nederländska Heerenveen. Han debuterade för klubben i en 2-0-vinst mot ADO Den Haag, där han byttes in i de sista matchminuterna.

### Real Sociedad
Den 5 juli 2019 lånades Ødegaard ut till Real Sociedad på ett låneavtal över säsongen 2019/2020.

### Arsenal
Den 27 januari 2021 lånades Ødegaard ut till Arsenal för resten av säsongen 2020/2021. Han debuterade i Premier League mot Manchester United, då han i 83:e minuten ersatte Emile Smith Rowe i en match som slutade 0–0. Den första starten kom 14 februari 2021 i 4–2-segern mot Leeds.
Den 20 augusti 2021 blev Ødegaard klar för en permanent övergång till Arsenal, där han skrev på ett femårskontrakt.

## Landslagskarriär
Ødegaard debuterade för det norska landslaget i en träningsmatch mot Förenade Arabemiraten. Han var då 15 år och 235 dagar gammal. Hans första officiella match var en EM-kvalmatch mot Bulgarien (han var då 15 år och 300 dagar) som slutade 2–1 till Norge.
Den 12 mars 2021 utsågs han till ny  lagkapten för Norges herrlandslag i fotboll.

## Meriter

### Real Sociedad
• Copa del Rey 2019/2020

### Arsenal
- FA Community Shield: 2023[14]

### Individuellt
- Årets unga spelare i Tippeligaen: 2014[15]
- Idrettsgallaen – Årets genombrott: 2014[16]
- Eredivisie – Årets lag: 2018–2019[17]
- Gullballen – 2019[16]
- Eredivisie, månadens spelare: april 2019[18]

- La Liga, månadens spelare: september 2019[19]
- Premier League – Månadens spelare: november/december 2022[20]
- Arsenal, årets spelare: 2022/2023[21]

## Privatliv
Martin Ødegaards far Hans Erik Ødegaard har också spelat för Strömsgodset IF.